# Sakuramochi
El sakuramochi (桜餅?) es una variedad de wagashi (dulce tradicional japonés) consistente en mochi (pastel de arroz) rosa dulce y pasta de judías rojas (anko) cubierto con una hoja de sakura (cerezo japonés).
El estilo de sakuramochi difiere entre regiones de Japón. Básicamente, al este de Japón (región de Kantō) se usa shiratama-ko (白玉粉?  harina de arroz) y al oeste (región de Kansai) dōmyōji-ko (道明寺粉?  harina de arroz glutinoso) para la masa.